# بری بریجز
بری بریجیز (به انگلیسی: Barry Bridges) بازیکن فوتبال زادهٔ ۲۹ آوریل ۱۹۴۱ اهل کشور انگلستان که سابقهٔ بازی در تیم ملی فوتبال انگلستان را در کارنامهٔ خود دارد. وی در تاریخ ۱۰ آوریل ۱۹۶۵ نخستین بازی ملی خود را در مقابل تیم ملی فوتبال اسکاتلند انجام داد و با حضور در ۴ بازی ملی، در تاریخ ۲۰ اکتبر ۱۹۶۵ واپسین بازی ملی‌اش را در برابر تیم ملی فوتبال اتریش برگزار کرد.
این بازیکن توانسته در بازی‌های ملی، ۱ گل به ثمر برساند.